# Леки крайцери тип „Алмиранте Сервера“
Алмиранте Сервера (на испански: Almirante Cervera) са серия леки крайцери на Испанския флот. Всичко от проекта са построени 3 единици: „Принсипе Алфонсо“ (на испански: Principe Alfonso), „Алмиранте Сервера“ (на испански: Almirante Cervera), „Мигел де Сервантес“ (на испански: Miguel de Cervantes). Най-съвършените леки крайцери на Испания, те са развитие на британския проект „E“.

## История на службата
| Име                  | заложен на         | спуснат на вода на | влиза в строй       |
| -------------------- | ------------------ | ------------------ | ------------------- |
| „Принсипе Алфонсо“   | 1 февруари 1917 г. | 27 юли 1922 г.     | 30 август 1925 г.   |
| „Алмиранте Сервера“  | 25 ноември 1922 г. | 16 ноември 1925 г. | май 1927 года       |
| „Мигел де Сервантес“ | 27 август 1926 г.  | 17 май 1929 г.     | 10 февруари 1930 г. |

## Коментари
1. ↑  Всички данни са към момента на влизане в строй.